# Lâu đài Pieskowa Skała
Lâu đài Pieskowa Skała (phát âm [pʲɛsˈkɔva ˈskawa]; Tiếng Ba Lan cho Little Dog's Rock), là một vách đá vôi trong thung lũng sông Prądnik, Ba Lan, nổi tiếng với lâu đài thời Phục hưng. Nó nằm trong ranh giới của Vườn quốc gia Ojców, cách 27 km về phía bắc của Krakow, gần làng Sułoszowa. Lâu đài được đề cập lần đầu tiên trong các tài liệu Latin của vua Ba Lan Władysław I the Elbow-high (Władysław okietek) trước năm 1315, với tên gọi "castrum Peskenstein".

## Lịch sử của lâu đài
Lâu đài Pieskowa Skała, được xây dựng bởi Vua Casimir III Đại đế (Kazimierz Wielki), là một trong những ví dụ nổi tiếng nhất về kiến trúc Phục hưng Ba Lan. Nó được dựng lên vào nửa đầu thế kỷ XIV. Nó là một phần của chuỗi các lâu đài kiên cố dọc theo Đường mòn của Tổ Đại bàng, dọc theo mặt bằng trên vùng cao của Jura Ba Lan(tiếng Ba Lan: Jura Krakowsko-Częstochowska) kéo dài về phía tây bắc từ Kraków đến thành phố Częstochowa.
Lâu đài được cải tạo và hiến tặng vào năm 1377 bởi vua Lajos I của Hungary (Ludwik Węgierski) cho Piotr Szafraniec của Luczyce, theo biên niên sử thế kỷ XV Jan Długosz. Gia đình Szafraniec đã giành được quyền sở hữu toàn bộ lâu đài vào năm 1422 từ Vua Władysław Jagiełło để công nhận sự phục vụ trung thành trong Trận Grunwald của Piotr Szafraniec, thủ lĩnh của Krakow.
Lâu đài được Niccolò Castiglione xây dựng lại vào năm 1542 với sự tham gia của Gabriel Słoński của Kraków. Nhà tài trợ cho việc tái thiết của lâu đài theo phong cách theo phong cách là người Calvin, Stanisław Szafraniec, voivode của Sandomierz. Vào thời điểm đó, tòa tháp thời trung cổ ban đầu đã được chuyển thành một hành lang đôi tuyệt đẹp được trang trí theo kỹ thuật sgraffito. Giữa năm 1557 và 1578, khoảng sân hình thang được bao quanh ở tầng hai tầng trên bởi các cung điện, được tô điểm bằng 21 hình mặt nạ. Trò chơi risalit phía trên cổng là một sự bổ sung của thế kỷ XVII.
Chủ sở hữu cuối cùng của lâu đài của gia đình Szafraniec là Jędrzej, con trai của Stanisław, người đã mất con vào năm 1608. Sau khi chết, bất động sản được mua bởi Maciej ubnicki và sau đó bởi gia đình Zebrzydowski. Năm 1640, Michał Zebrzydowski đã xây dựng các pháo đài pháo đài với cổng baroque và nhà nguyện. Lâu đài đã đổi chủ nhiều lần trong nhiều thế kỷ. Năm 1903, nó được mua bởi Hiệp hội Pieskowa Skała do Adolf Dygasiński lãnh đạo và với thời gian chuyển sang nhà nước Ba Lan và được khôi phục một cách tỉ mỉ.

## Phòng trưng bày các tính năng

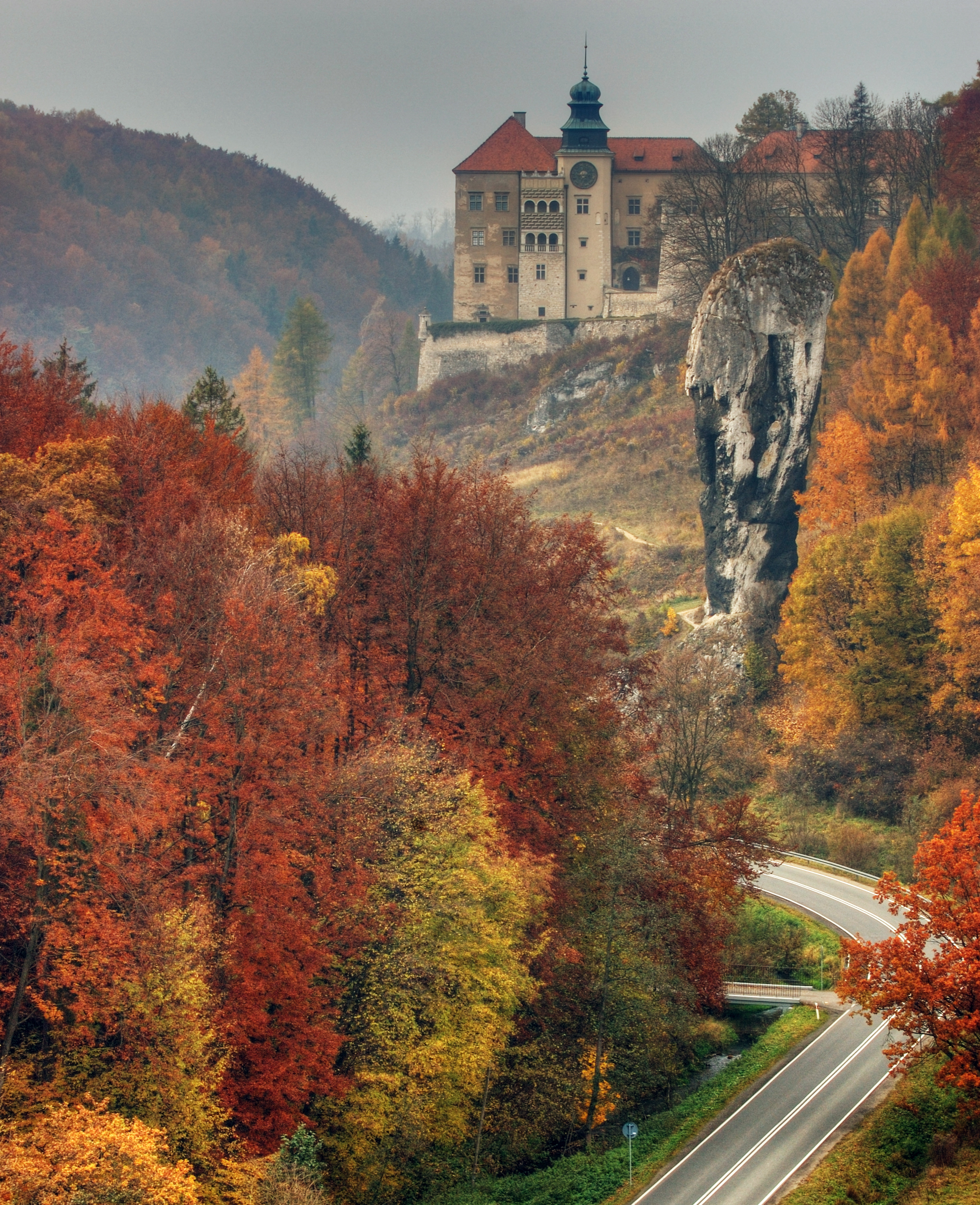
Quang cảnh đội hình câu lạc bộ Hercules 'và lâu đài Pieskowa Skała vào mùa thu
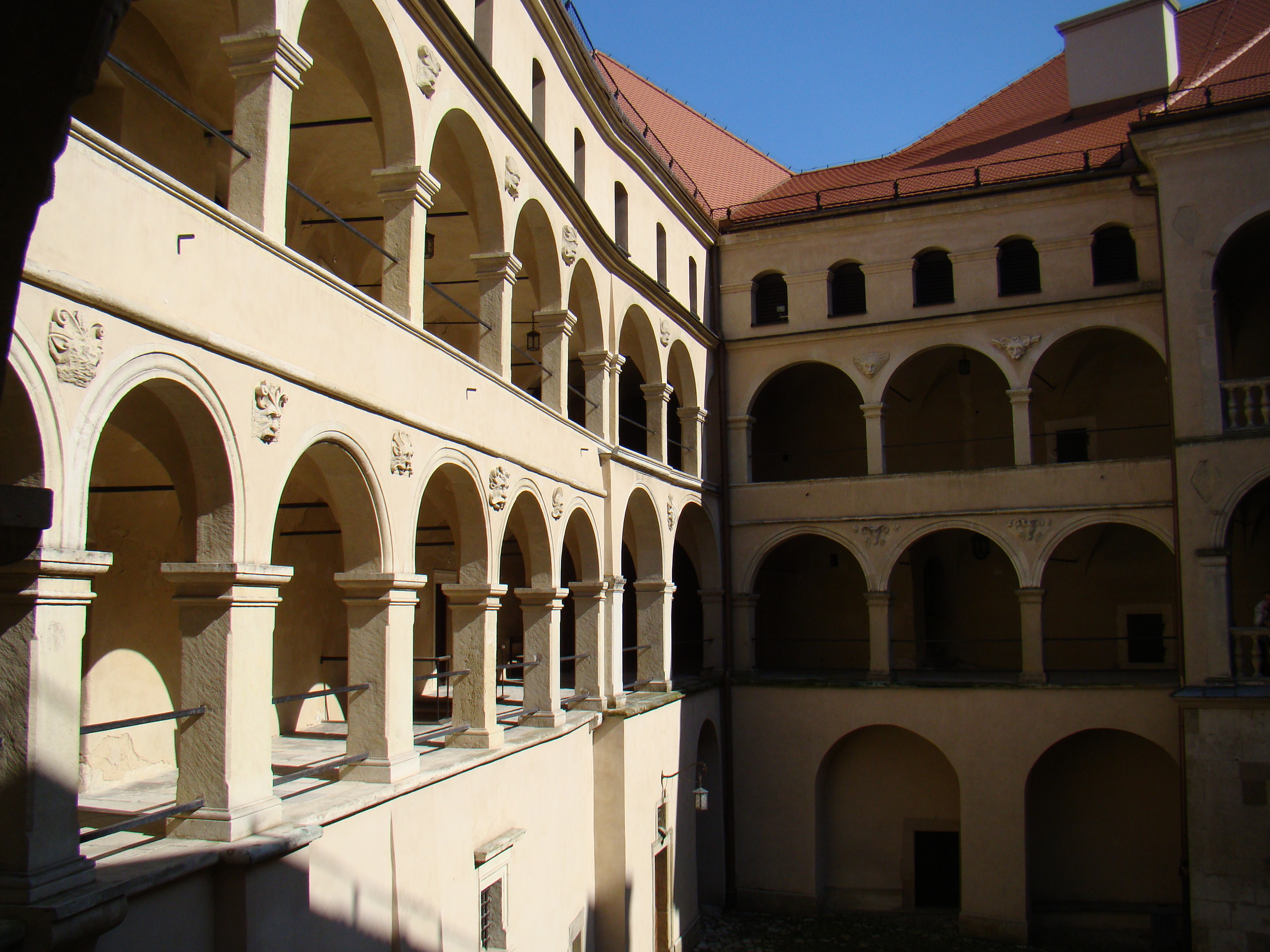
Sân của lâu đài Pieskowa Skała (trước khi cải tạo)
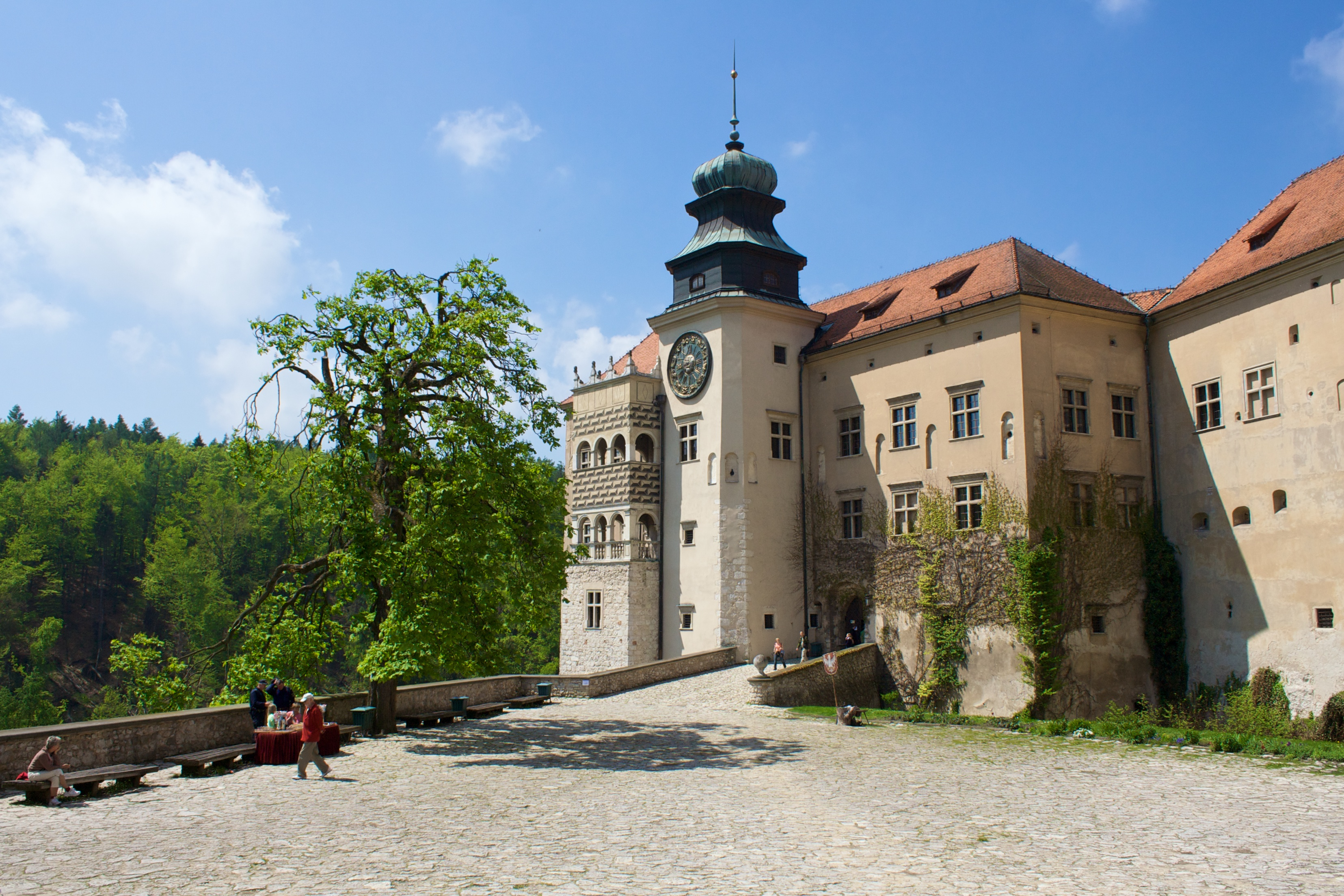
Lối vào kiên cố
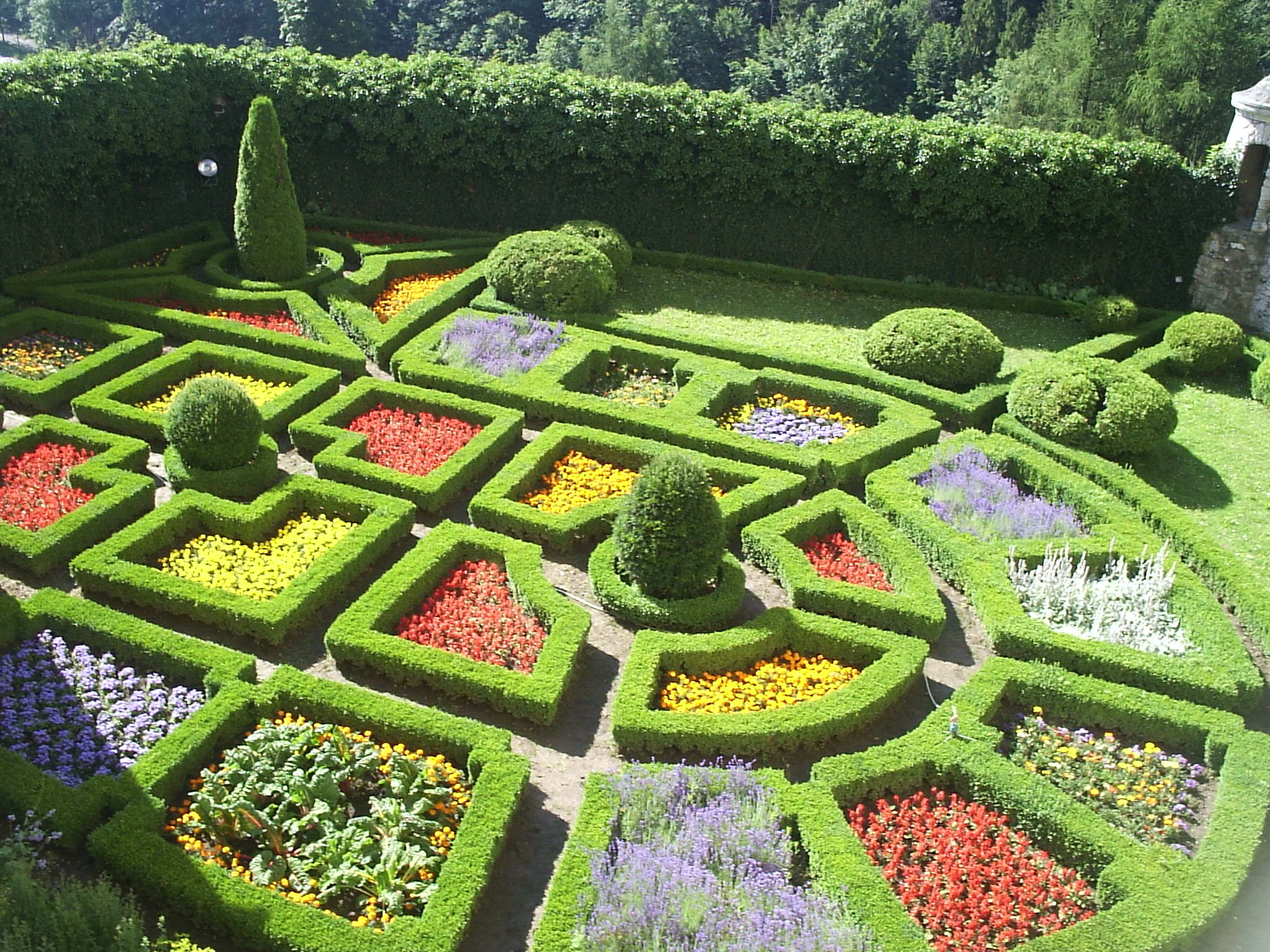
Vườn lâu đài
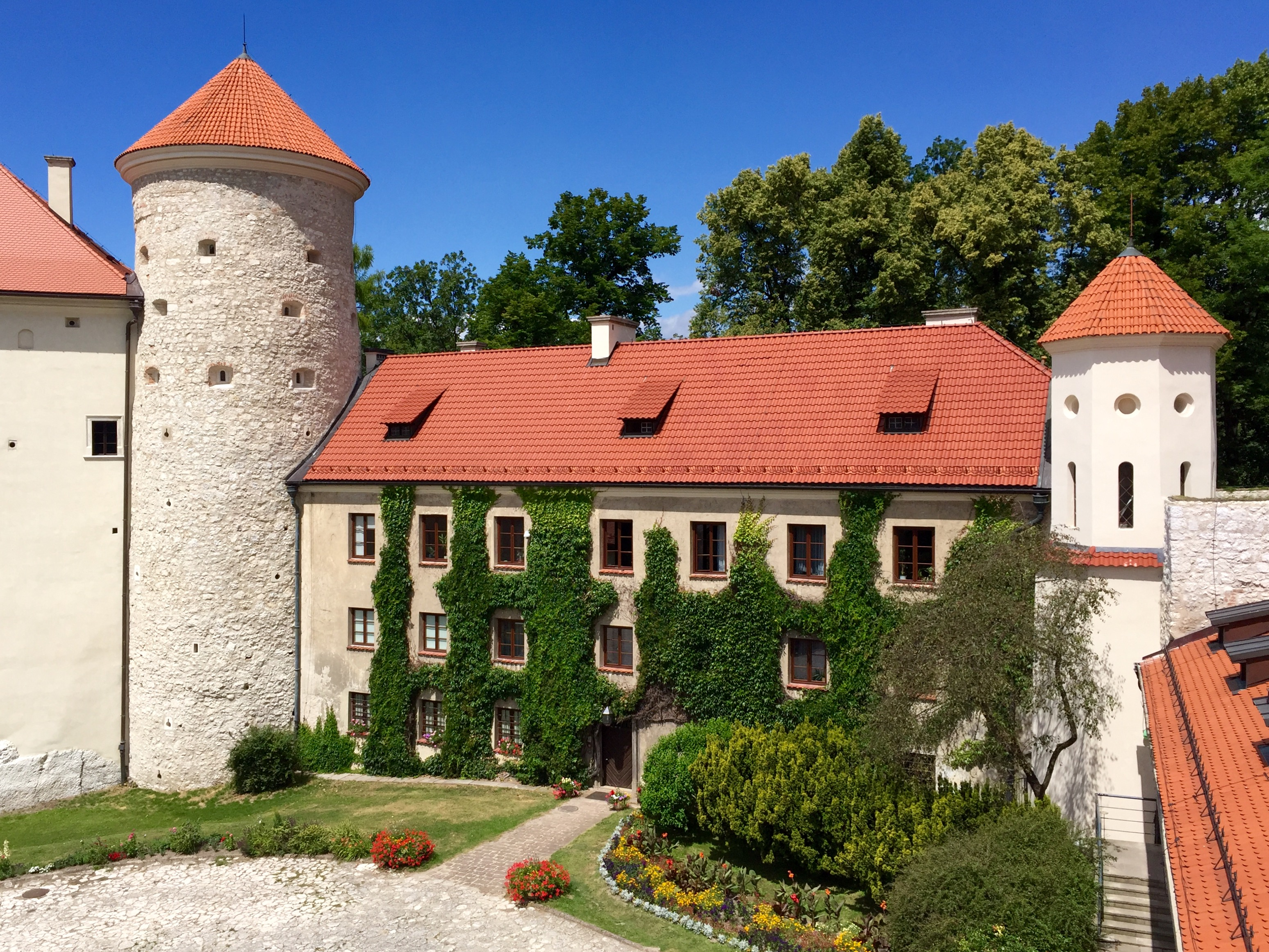
Lâu đài